# كرامة المخاطرة
كرامة المخاطرة هو فكرة أن حق تقرير المصير وحق أخذ مخاطر مسؤولة هي أشياء ضرورية لتحقيق الكرامة وتقدير الذات، وبالتالي يجب ألا نمنعها من خلال مقدمي الرعاية شديدي الحرص المهتمين بواجبهم في تقديم الرعاية.
ينطبق المفهوم على البالغين الواقعين تحت رعاية ما مثل رعاية المسنين، وذوي الإعاقة، والمصابين بمشاكل في الصحة النفسية. ينطبق المفهوم أيضا على الأطفال بما ذلك الأطفال ذوي الإعاقة.

## الصراع مع واجب تقديم الرعاية
غالبا ما يُتصور السماح للناس تحت الرعاية بأخذ المخاطر كنقيض لواجب تقديم الرعاية من مقدمي الرعاية. قد يكون من الصعب إيجاد توازن بين هذه الاعتبارات المتضادة عند وضع السياسات والتوجيهات لتقديم الرعاية.

## مشاكل الحماية الزائدة
تسبب الحماية الزائدة لذوي الإعاقة انخفاض تقدير الذات لديهم وانخفاض الإنجاز بسبب انخفاض التوقعات المصاحبة للحماية الزائدة. يسبب التطبع بالتوقعات المنخفضة إيمان الشخص صاحب الإعاقة بأنه أقل قدرة من الآخرين في المواقف المتشابهة.
عند كبار السن، قد تؤدي الحماية الزائدة إلى الاتكالية المكتسبة وانخفاض القدرة على الرعاية الذاتية
من الممكن تقديم رعاية جسدية لها نتائج إيجابية وتجعل الفرد يعمل بكامل طاقته. إلا أنه إذا لم يتم تضمينهم أثناء تقديم الرعاية، والسماح لهم باتخاذ القرارات، ومساعدتهم باحترام في نشاطاتهم اليومية، فمن المحتمل أن تؤدي إلى أضرار نفسية من خلال إضعاف وتقويض كرامة هذا الفرد.